# Torneo de Washington 2016
El Citi Open 2016 fue un torneo de tenis. Perteneció al ATP Tour 2016 en la categoría ATP World Tour 500, y al WTA Tour 2016 en la categoría WTA International. El torneo tuvo lugar en la ciudad de Washington D. C. (Estados Unidos) desde el 18 hasta el 24 de julio de 2016.

## Cabezas de serie

### Individual masculino
| Tenista             | Ranking | Preclasificada |
| John Isner          | 16      | 1              |
| Gaël Monfils        | 17      | 2              |
| Bernard Tomic       | 19      | 3              |
| Benoît Paire        | 23      | 4              |
| Steve Johnson       | 25      | 5              |
| Jack Sock           | 26      | 6              |
| Alexander Zverev    | 27      | 7              |
| Sam Querrey         | 29      | 8              |
| Kevin Anderson      | 31      | 9              |
| Viktor Troicki      | 32      | 10             |
| Alexandr Dolgopolov | 33      | 11             |
| Grigor Dimitrov     | 37      | 12             |
| Ivo Karlović        | 38      | 13             |
| Gilles Müller       | 39      | 14             |
| Marcos Baghdatis    | 43      | 15             |
| Borna Ćorić         | 54      | 16             |

- Ranking del 11 de julio de 2016

### Dobles masculinos
| Tenista                              | Ranking | Preclasificada |
| Bob Bryan Mike Bryan                 | 7       | 1              |
| Daniel Nestor Édouard Roger-Vasselin | 18      | 2              |
| Florin Mergea Horia Tecău            | 26      | 3              |
| Raven Klaasen Rajeev Ram             | 33      | 4              |

### Individual femenino
| Tenista             | Ranking | Preclasificada |
| Samantha Stosur     | 14      | 1              |
| Sloane Stephens     | 23      | 2              |
| Mónica Puig         | 33      | 3              |
| Kristina Mladenovic | 34      | 4              |
| Eugenie Bouchard    | 40      | 5              |
| Yulia Putintseva    | 42      | 6              |
| Yanina Wickmayer    | 46      | 7              |
| Monica Niculescu    | 53      | 8              |

- Ranking del 11 de julio de 2016

### Dobles femenino
| Tenista                          | Ranking | Preclasificada |
| Gabriela Dabrowski Yang Zhaoxuan | 114     | 1              |
| Naomi Broady Miyu Kato           | 146     | 2              |
| Nicole Melichar Xu Shilin        | 226     | 3              |
| Ksenia Lykina Emily Webley-Smith | 300     | 4              |

## Campeones

### Individual Masculino
Gaël Monfils  venció a  Ivo Karlović por 5-7, 7-6(6), 6-4

### Individual Femenino
Yanina Wickmayer venció a  Lauren Davis por 6-4, 6-2 

### Dobles Masculino
Daniel Nestor /  Édouard Roger-Vasselin vencieron a  Łukasz Kubot  /  Alexander Peya por 7-6(3), 7-6(4)

### Dobles Femenino
Monica Niculescu /  Yanina Wickmayer vencieron a  Shuko Aoyama /  Risa Ozaki por 6-4, 6-3